# 台西三路
台西三路是位于中华人民共和国山东省青岛市市南区西部（即原台西区南部）的一条道路，以“台西”之名称加序数命名。该道路德占时期（1897-1914年）为连接台西镇与小港的台西镇街（Taihsitschen Straße）的一部分，第一次日占时期（1914－1922年）称，1923年改称台西三路，沿用至今。
台西三路是青岛老城区的一条近似东西向（总体路网中的性质为南北向）干道。道路全长685米，车行道最宽处16米，最大坡度6.25%。道路东北起磁山路，途经台西纬一路（已注销）、台西纬二路、台西纬三路（已注销）、台西纬四路、台西纬五路、贵州路，西南至团岛一路止。公共汽车215路、220路、304路、312路、隧道1路、隧道5路在此通过，隧道1路、隧道5路在中南段设“台西三路贵州路”站。连接黄岛区的青岛胶州湾隧道在西端设置入口匝道。